# تی‌جی‌اس
تی‌جی‌اس (انگلیسی: Transportadora de Gas del Sur) شرکت نفت و گاز آرژانتینی است، که در سال ۱۹۹۲ تأسیس شد.